# 안녕하십니까 여기는 서울입니다
안녕하십니까 여기는 서울입니다는 KBS 한민족방송(AM 972, 6015, 1170kHz)에서 방송되는 국내외 동포 대상 라디오 프로그램이다. 진행자는 김희영이며, 방송시간은 평일 낮 1시 5분부터 오후 2시까지이다.

## 코너
- 시사용어 (월~금) : 최신 뉴스 속의 시사용어를 쉽게 재미있게 전달한다
- 국제뉴스 (월~금) : 지구촌 곳곳의 다양한 소식과 한반도 정세를 둘러싼 국제 정세를 심도있게 알아본다
- 여행스케치 (월~목) : 멋과 맛을 찾아 떠나는 오감만족 여행기
- 클릭! 한류 소식 (화/목) : 화제가 되고 있는 한류 관련 뉴스들을 전달한다
- 오늘의 한류 이야기 with 김헌식 (월요일) : 전 세계에서 화제가 되고 있는 한류 소식들
- 안녕, 마음아! with 이호선 (화요일) : 전문가와 함께 하는 심리 솔루션
- 대중가요 이야기 with 이호섭 (수요일) : 대중가요 소개
- 서울 책방 with 홍순철 (목요일) : 화제가 되고 있는 책 이야기
- 금요 초대석 (금요일) : 화제의 인물 인터뷰